# Абзетцер

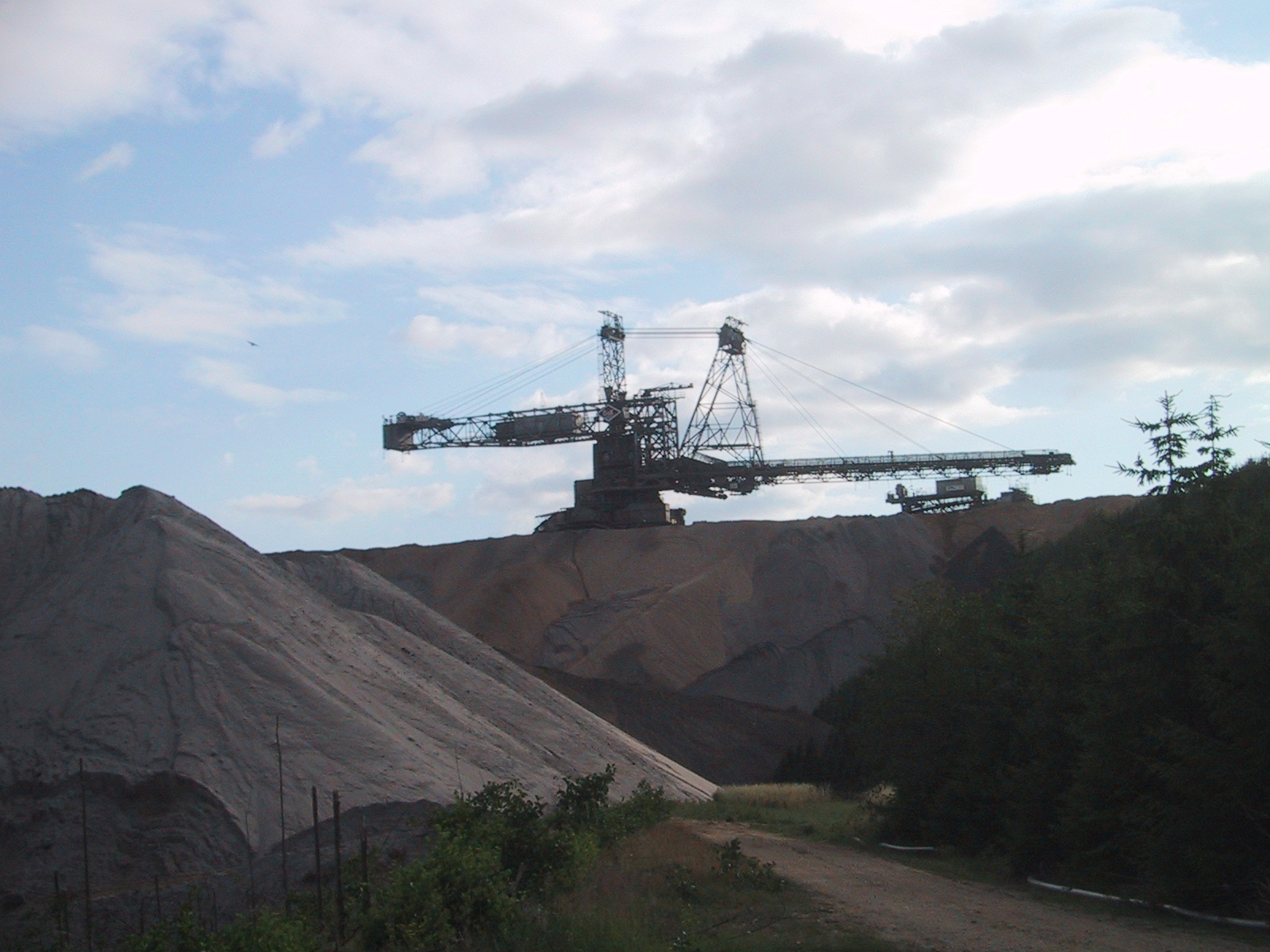
Абзетцер у Німеччині

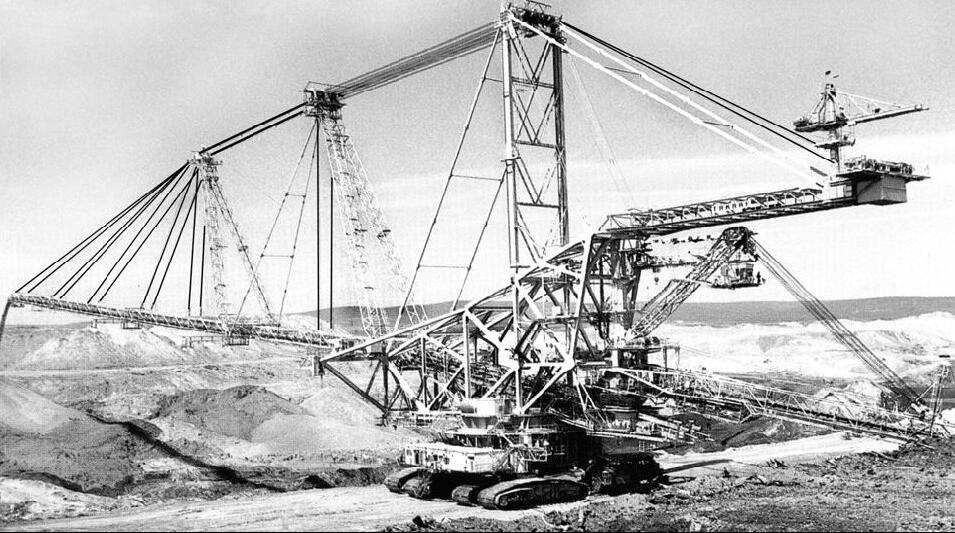
Абзетцер для безтранспортної розробки

Абзетцер — самохідний багатоковшевий агрегат, відвальний екскаватор.
Виконує операції екскавації відвальної гірської маси.
Складається із забірного (ковшовий ланцюг або ротор) та розвантажувального пристрою. Як правило, обладнується стрічковим конвеєром.
При роботі на рейковому ходу абзетцер переміщується вздовж відвального тупика.